# Хор
Хор означава групу певача. Хор може имати од осам до чак стотину певача. Најчешће има око осам певача за сваку деоницу.
Мањи вокални састави се називају камерни хорови и броје од осам до тридесет два певача (по савременим критеријима светског удружења хорова Musica Mundi).
Састави од три до осам певача се не сматрају хоровима већ камерним саставима и њих називамо трио, квартет, квинтет, итд. 

## Састав хора и врсте хорова
Радом хора, припремом композиција, и уопште певањем хора управља диригент.
Његова улога је да певачи у хору певају уједначено, складно, да имају уједначено дисање и динамику (гласност) звука, те он хор води према што бољем уметничком изразу дела која хор пева.
Класичан хорски став је четвороглас, тј. у хору су заступљене четири основне боје људског гласа: високи женски глас (сопран), дубоки женски глас (алт), високи мушки глас (тенор) и дубоки мушки глас (бас). Највећи број хорских композиција је написан за четворогласни хор, али постоје и поделе на три, пет, шест и осам деоница, па чак и више.
Хорови могу певати са инструменталном пратњом, или без ње. 
Певање без пратње се назива а капела, (итал. a cappella). 
Инструментална пратња може бити шаролика, од једног инструмента до целог оркестра. 
У Римокатоличкој и Англиканској цркви, пратња су најчешће оргуље или чак класични оркестар, а у неким протестантским црквама данас, певаче прате модерни инструментални састави (ел. гитара, бас, удараљке, синтисајзер итд.).
У православној цркви прихватљиво је само вокално музицирање, дакле једина заступљена музика јесте вокална-хорска.
За пробе, најчешће се користи клавир као пратња, било у припремању инструменталне хорске или а cappella музике.
Хорови се могу разврстати према саставу тј. полу и узрасту певача:
- Мешовити хорови

су хорови у којима певају заједно и мушкарци и жене. 
Ово је најчешћа врста хорова, и углавном је класичног хорског става - четвороглас : сопран, алт, тенор, бас. 
Мешовите хорове у православну духовну музику први је увео руски композитор А. А. Архангелски почетком 19. века.
Први српски композитори који су писали за мешовите хорове били су Корнелије Станковић и Стеван Мокрањац. Прва објављена дела за хор су биле Станковићева Литургија Светог Јована Златоустог за мешовити четворогласни хор (Станковић ју је објавио у Бечу 1863), а нешто касније Мокрањчева Литургија за мешовити хор и његове чувене Руковети.
Прве музичке школе у Србији су се управо развиле из хорских Певачких друштава.
- Једнородни хорови

су хорови који се састоје од певача истог пола, па тако имамо:
- Мушке хорове, са истом структуром као и мешани, где сопране певају дечаци, мушкарци певају алт (техником фалсета, често их уместо алта називају контратенорима).
- Женски хорови, који се најчешће састоје из вишег и нижег сопрана и вишег и нижег алта, подељених на два, скраћеница је ССАА.
- Мушки хорови, који се састоје из вишег и нижег тенора, баритона и баса.
- Дечји хорови, најчешће двогласни (сопран-алт), или трогласни (сопран 1, сопран 2 и алт), понекад и са више гласова.

Хорови се деле и према установи у којој раде на:
- Црквени хорови
- Академски хорови
- Школски хорови
- Градски хорови
- Професионални хорови (било самоиздржавани, или које издржава држава)

Неки хорови се деле и према врсти музике коју изводе на:
- Симфонијски хорови
- Џез хорови
- Хорови са кореографијом (где чланови хора, поред певања и плешу)

## Вештине које захтева певање у хору
Хорски певачи би требало да поседују следеће особине:
- певање мелодије своје деонице, са пријатном бојом гласа која се увек уклапа оно што хор пева;
- праћење сопственог певања, и откривање грешака;
- контролисање јачине звука, према ономе што пише у партитури или ономе што показује диригент,
- певање тако да се никад не истиче од других певача у хору;
- по могућности брзо читање и учење мелодије;
- тачно читање и изговарање језика на коме се пева, разумевање смисла текста који се пева;
- памћење мелодије, према томе праћење диригента што је више могуће;
- висок ниво слушне и менталне пажње;
- прихватање упутства од других, зарад добробити целе групе, чак иако се певач не слаже са инструкцијама;

Ако певач има апсолутни слух може му представљати проблем и ако пева у другом тоналитету од онога у коме је музика првобитно написана.

## Историја хорске музике
Велики број композитора је писао хорска дела. Међутим, компоновање хорске музике се донекле разликује од компоновања инструменталне. Потребно је додати текст, учинити га разумљивим, и водити рачуна о интонацији, могућностима и ограничењима људских гласова, што компоновање хорске музике чини незнатно тежим. Због ових разлога, чак и неки светски познати композитори нису компоновали хорску музику. Ипак, постоји и велики број композитора који се специјализовао само за хорску музику.

### Средњовековна музика
Најранија музика забележена нотним - неумским записом је Византијско појање, чија се западна варијанта назива Грегоријански корал (по папи Гргуру Великом који је извршио реформу појања). Традиција певања без пратње датира још од времена Апостола, а у римокатоличкој цркви се у средњем веку у богослужење уводе и инструменти, најпре само оргуље, а касније и читави оркестри.
Најранија музика забележена нотама у западној Европи је Грегоријански корал, уз још неколико врста појања које се користило у Римокатоличкој цркви. Традиција певања без инструмената у Римокатоличкој цркви трајала је од времена Светог Амброзија (4. век) и Гргура Великог (6. век) до касног средњег века. Најстарију музику која је записана нотама представља Грегоријански црквени корал, поред још неколико других врста црквеног појања које је Католичка црква прихватила (понекад и одбацила). У касном средњем веку развила се нова врста певања. Она је укључивала више мелодијских линија, а назива се органум. Даљи развитак вишегласја настављају клаузула, кондуктус и мотет, од којих је последњи постао доминантна форма Ренесансе. Први доказ вишегласног певања се налази у рукописима из Халеа (из 1420, мада је музика из касног четрнаестог века), где се мелодијска деоница повремено раздваја у две.

### Музика Ренесансе
Током Ренесансе, сакрална (духовна) хорска музика (такође названа формална и „озбиљна“) главни је облик музике западне Европе. Највећи композитори тог времена компоновали су мисе, мотете и друга дела, углавном за хорове a cappella, мада постоји несагласност око тога да ли су у одређеним раздобљима и на одређеним просторима коришћени и инструменти. Имена композитора из овог доба су: Жоскен де Пре, Ђовани Пјерлуиђи да Палестрина, и Вилијам Берд; они су компоновали дела која су била позната широм Европе; световна музика Барокног доба потиче из Ренесансне музике која је настала у овом веома стваралачки плодном добу.

### Музика Барока
Међу највећим композиторима Барока је Клаудио Монтеверди (1567-1643), мајстор контрапункта, који је показао део онога што може да се уради са хоровима и другим музичким саставима, новим техникама развијеним у Венецијској школи и Фиренцској Камерати. Монтеверди је, заједно са Хајнрихом Шицом (1585—1672), демонстрирао могућност музике да подржи и појача поруку коју носи текст, као што је и Палестрина урадио неколико генерација пре њих. Обојица су компоновали велики број дела за хорове са пратњом и без ње.
Један век касније, дубок траг у историји музике оставио је Јохан Себастијан Бах (1685-1750). Пошто је био и црквени музичар, компоновао је доста духовне хорске музике: кантате, мотете, пасије и другу врсту музике. Познат је и по коралима - врло лепо хармонизованим црквеним напевима (химнама). Бахов утицај на развој црквене музике није потребно посебно наглашавати.

### Класична музика и музика романтизма
Велики композитори овог доба су Волфганг Амадеус Моцарт, Франц Јозеф Хајдн и Јоханес Брамс. Сакрална музика се из цркве преместила на концертне бине; музика писана у то доба била је неподобна за употребу у цркви због своје дужине; познате су Бетовенова Missa solemnis, Реквијем Луиђија Керубинија и Брамсов Ein deutsches Requiem (Немачки Реквијем). Истовремено, аматерски хорови добијају озбиљна признања изводећи дела Шуберта, Шумана, Менделсона, Брамса и других композитора. Ова „певачка друштва“ често су била одвојена на мушки и женски део, а музика је углавном писана за четири гласа, с једноставном пратњом или без ње.

### Двадесети и двадесет први век
Као што се десило и осталим музичким жанровима, и хорска музика је током двадесетог века ушла у период експериментисања.
Рани композитори позног романтизма, као што су Рихард Штраус и Сергеј Рахмањинов, писали су хорску музику, али је највећи допринос дао Ralph Vaughan Williams, пишући нове мотете у ренесансном стилу новим хармонским језиком, и аранжирањем енглеских и шкотских народних песама. Friede auf Erden Арнолда Шенберга представља врхунац оваквог стила, где су присутне сталне промене тоналног центра (слично његовом делу Verklärte Nacht, Преображена ноћ, за гудаче из истог периода).
Током двадесетог века, модерне технике су нашле израза и у хорској музици, међу којима су дела Шенберга, Антона Веберна, Игора Стравинског, еклектичне композиције Чарлса Ајвса, дисонантни контрапункт Даријуса Мијоа (Cinq Rechants) и Паула Хиндемита (When Lilacs Last in the Dooryard Bloom'd). Због тешкоћа на које су хорови наилазили приликом певања атоналне музике, ова дела се данас ретко изводе, иако их специјалисти воле. Омиљено и често извођено дело настало у двадесетом веку је Carmina Burana Карла Орфа.
Неокласични стил је у хорској музици нашао бољу потпору. Бенџамин Бритн је написао велики број добро познатих хорских дела, међу њима Ратни реквијем, Песме пет цветова и Радујте се у Јагањцу. Мотети Франсиса Пуланка Motets pour le temps de noël, Gloria, и Миса у Ге-дуру често се изводе. У Сједињеним Државама, Арон Копланд, Самјуел Барбер и Рендал Томпсон написали су значајна хорска дела. У Мађарској су Бела Барток и Золтан Кодаљ писали и хорску музику.
После Другог светског рата експериментисање у овој области је дошло до екстрема. Sinfonia Лучана Берија укључује и хор. Страдање по Светом Луки Кшиштофа Пендерецког укључује викање, кластере и алеаторичке технике. Richard Felciano је писао дела за хор и електронску касету.
Естонски композитор Арво Перт написао је Johannespassion (Страдање по Светом Јовану) и Magnificat, који се редовно изводе.
Авангардне технике:
- Викање
- Дубоки тонови (најнижи могући)
- Кластери
- Хорови који не певају текст - зачетак ове технике може се наћи у Крцку Орашчићу Чајковског и Планетама Густава Холста, а даље су је развијали Шенберг, Даријус Мијо и други.

Аранжмани црначкиих Спиритуала су постали чести на хорским репертоарима. Познати композитори по овој традицији су Андре Томас и Moses Hogan.
Премда је рано говорити о трендовима у двадесет првом веку, дух тоналне музике је током последњих деценија двадесетог века доминирао, а настављен је у делима Карла Јенкинса, Џона Ратера и Роберта Стедмана, међу осталима. Ерик Витакре је скренуо пажњу комбинујући тоналну музику са кластерима и другим експерименталним техникама.

## Познати хорови

### Професионални хорови
- Би-Би-Си Певачи[1]
- Chanticleer
- Камерни Хор Естонске Филхармоније
- Холандски Камерни Хор
- Хор Црвене армије
- Филипински Мадригалисти (Добитници европске Grand Prix Du Chant Choral 1997)
- Гласови Вазнесења[2]

### Аматерски хорови
- Кантата академски хор
- Лос Анђелес мастер хор
- Мормонски табернакл хор
- Норвешко студентско хорско друштво
- Лондонски филхармонијски хор
- Тенглвуд фестивалски хор
- Електра женски јор
- Лаус Део хор
- Хор Светог Лоренса[3]
- Сура хор

### Академски хорови
- Гле клуб Корнел универзитета
- Гли клуб Харварда
- Хор Светог Олафа
- Гли клуб Универзитета Пенсилваније

### Дечји хорови
- Хор бечких дечака[4]
- Хор харлемских дечака[5]
- Томанерхор Лајпциг
- Штутгартски дечачки хор
- Хор базелских дечака
- Хор Тапиола
- Хор Колибри

### Црквени хорови
- Хор Краљев колеџ, Кембриџ[6]
- Хор Катедрала Светог Павла, Лондон

### Хорови са узвицима
- Миескуро Хутајат